# Гонсалес, Эйса
Эйса Гонсалес (исп. Eiza González; род. 30 января 1990, Мехико) — мексиканская актриса и певица.

## Биография
Мать — бывшая мексиканская модель Гленда Рейна. Отец, Карлос, погиб в аварии на мотоцикле, когда Эйсе было 12 лет. У неё есть старший брат. С 2003 по 2006 год она занималась на различных актёрских и театральных курсах. Посещала две частные двуязычные школы — «Edron Academy» и «American School Foundation». С 2003 по 2004 год Эйса училась актёрскому мастерству в студии M&M, руководителем которой является Патрисия Рейес Спиндола. В 14 лет она была принята в актёрскую школу «Televisa’s Centro de Educación Artística», где проучилась 2 года. В 2008 году посещала актёрскую студию Ли Страсберга в Нью-Йорке.
Как актриса Эйса дебютировала в 2007 году в сериале «Лола: Давным-давно». В конце 2008 года с ней подписала контракт компания EMI Televisa, что привело к выпуску дебютного альбома Эйсы «Contracorriente» (сначала в Мексике, а затем и в США).
Эйса Гонсалес снималась в рекламе Always (2007—2008), Avon (2008—2009), Neutrogena (2015). Часто появлялась на обложках мексиканских версий журналов «Glamour» и «Cosmopolitan». В 2008 году получила премию «TVyNovelas лучшему женскому открытию».
В 2010 году состоялась премьера телесериала-мюзикла «Мечтай со мной» с Эйсой в главной роли. Популярность сериала привела к тому, что актёры выступали с концертами по всей Аргентине в период с марта по июль 2011 года.
Второй альбом Эйсы «Te Acordarás de Mí» вышел в цифровом формате 5 июня 2012 года. Он дебютировал на 66-м месте в мексиканском чарте Top 100 и достиг 14-го места в американском чарте латиноамериканских поп-альбомов Billboard.
В 2014 году состоялся дебют актрисы на большом экране — в комедии «Почти тридцать». С 2014 по 2016 год она снималась в сериале «От заката до рассвета», а в 2017 году сыграла в комедийном боевике Эдгара Райта «Малыш на драйве».
В 2018 году состоялась мировая премьера фэнтези-драмы Роберта Земекиса «Удивительный мир Марвена» при участии Гонсалес. В 2019 году она сыграла Амарну в фантастической мелодраме «Райские холмы». Кроме того, в том же году вышел боевик «Алита: Боевой ангел», в котором актриса исполнила роль Ниссианы.
В период с 2019 по 2020 год актрису также можно было увидеть в таких крупных проектах, как «Форсаж: Хоббс и Шоу», «Бладшот» и «Аферистка».
В 2021 году в прокат вышел фантастический боевик «Годзилла против Конга», в котором Эйса сыграла одну из ведущих ролей. В 2022 году актриса получила роль в фильме Гая Ричи «Министерство неджентльменских дел».

## Личная жизнь
С 2011 по 2013 год встречалась с мексиканским бизнесменом Пепе Диасом. Ей также приписывают отношения с актёрами Себастьяном Рулли, Лиамом Хемсвортом и с футболистом Криштиану Роналду. В 2018 году встречалась с актёром Джошем Дюамелем. В июне-июле 2020 года встречалась с американским актёром Тимоти Шаламе. С 2023 года встречалась с актёром Марио Касасом. С апреля 2025 года Гонсалес состоит в отношениях с болгарским теннисистом Григором Димитровым.

## Фильмография
| Год       |     | Русское название                  | Оригинальное название                 | Роль                      |
| --------- | --- | --------------------------------- | ------------------------------------- | ------------------------- |
| 2007—2008 | с   | Лола: Давным-давно                | Lola: Érase una vez                   | Долорес «Лола» Валенте    |
| 2008      | с   | Улица Сезам                       | Plaza Sésamo                          | Лола                      |
| 2009      | с   | Женщины-убийцы                    | Mujeres asesinas                      | Габриэла Ортега           |
| 2010—2011 | с   | Мечтай со мной                    | Sueña conmigo                         | Клара Молина              |
| 2012—2013 | с   | Настоящая любовь                  | Amores verdaderos                     | Никки Бризз Бальванера    |
| 2013      | кор | Непристойное предложение          | Propuesta Indecente                   | богатая девушка           |
| 2014      | ф   | Почти тридцать                    | Casi treinta                          | Кристина                  |
| 2014—2016 | с   | От заката до рассвета             | From Dusk Till Dawn: The Series       | Сантанико Пандемониум     |
| 2015      | ф   | Джем и Голограммы                 | Jem and the Holograms                 | Джетта                    |
| 2017      | ф   | Малыш на драйве                   | Baby Driver                           | Моника «Дарлинг» Кастильо |
| 2018      | ф   | Удивительный мир Марвена          | Welcome to Marwen                     | Каралала                  |
| 2019      | ф   | Райские холмы                     | Paradise Hills                        | Амарна                    |
| 2019      | ф   | Алита: Боевой ангел               | Alita: Battle Angel                   | Ниссиана                  |
| 2019      | ф   | Шоссе для игроков                 | She's Missing                         | Джейн                     |
| 2019      | ф   | Форсаж: Хоббс и Шоу               | Fast & Furious Presents: Hobbs & Shaw | Мадам М                   |
| 2020      | ф   | Бладшот                           | Bloodshot                             | Кэти / КейТи              |
| 2020      | ф   | Город головорезов                 | Cut Throat City                       | Люсинда Валенсия          |
| 2020      | ф   | Аферистка                         | I Care a Lot                          | Фрэн                      |
| 2021      | ф   | Годзилла против Конга             | Godzilla vs. Kong                     | Майя Симмонс              |
| 2021      | мф  | Спирит Непокорный                 | Spirit Untamed                        | Милагро Наварро-Прескотт  |
| 2021      | ф   | Любовь вокруг                     | Love Spreads                          | Патриша                   |
| 2022      | ф   | Скорая                            | Ambulance                             | Кэм Томпсон               |
| 2022      | с   | Экстраполяции                     | Extrapolations                        | Элоди                     |
| 2024      | с   | Задача трёх тел                   | The Three-Body Problem                | Огги Салазар              |
| 2024      | ф   | Министерство неджентльменских дел | Ministry of Ungentlemanly Warfare     | Марджори Стюарт           |
| 2024      | с   | Мистер и миссис Смит              | Mr. & Mrs. Smith                      | первая Джейн              |
| 2024      | с   | Машина                            | La Máquina                            | Ирасема                   |
| 2025      | ф   | Пепел                             | Ash                                   | Рия                       |
| 2025      | ф   | Источник вечной молодости         | Fountain of Youth                     | Эсме                      |
| 2025      | ф   | В серой зоне                      | In the Grey                           | София                     |
| 2025      | ф   | Майк, и Ник, и Ник, и Элис        | Mike & Nick & Nick & Alice            |                           |

## Дискография
- Contracorriente (2009)
- Te Acordarás de Mí (2012)